# NGC 1729
NGC 1729 est une galaxie spirale située dans la constellation d'Orion. NGC 1729 a été découverte par l'astronome germano-britannique William Herschel en 1786.

## Caractéristiques
Sa vitesse par rapport au fond diffus cosmologique est de 3 616 ± 4 km/s, ce qui correspond à une distance de Hubble de 53,3 ± 3,7 Mpc (∼174 millions d'al).
À ce jour, trois mesures non basées sur le décalage vers le rouge (redshift) donnent une distance de 39,267 ± 3,338 Mpc (∼128 millions d'al), ce qui est à l'extérieur des valeurs de la distance de Hubble.
La classe de luminosité de NGC 1729 est III et elle présente une large raie HI.

## Supernova
La supernova SN 2012ap a été découverte le 10 février 2012 dans le cadre du programme LOSS (Lick Observatory Supernova Search) de l'observatoire Lick. Cette supernova était de type Ib/c.

## Groupe de NGC 1700
NGC 1729 fait partie du groupe de NGC 1700 qui comprend au moins 7 galaxies. Les six autres galaxies sont NGC 1700, NGC 1741, IC 399, IC 2102, PGC 16570 et PGC 16573. Notons que NGC 1741 est en réalité une paire de galaxies constituée de PGC 16570 et de PGC 16574.